# Tadeusz Nagórny
Tadeusz Nagórny (ur. 12 października 1895, zm. 6 marca 1972 w Strasburgu) – oficer piechoty Wojska Polskiego II RP i urzędnik konsularny.

## Życiorys
Syn senatora, radcy Ministerstwa Komunikacji. Studiował w Wyższej Szkole Handlowej w Warszawie. Był zaangażowany w odzyskiwanie dóbr kultury, wywiezionych do Rosji w czasie I wojny światowej (1917–1918). Walczył o niepodległość w 1918 i 1920; ranny pod Bednarówką koło Lwowa; oficer 23 PP im. płk. Leopolda Lisa-Kuli II RP i 36 Pułku Piechoty Legii Akademickiej. W lipcu 1926 został przydzielony do Gabinetu Wojskowego Prezydenta Rzeczypospolitej na stanowisko adiutanta przybocznego. Następnie pełnił służbę w Biurze Personalnym Ministerstwa Spraw Wojskowych. 15 października 1932 został przydzielony do dyspozycji Ministerstwa Spraw Zagranicznych. Z dniem 30 kwietnia 1933 został przeniesiony do rezerwy z równoczesnym przydziałem w rezerwie do 36 pp.
Pełnił szereg funkcji – radcy ministra/zastępcy naczelnika wydziału Departamencie Administracyjnym MSZ (1932—1934), konsula w Brukseli (1934–1937), i Strasburgu (1937–1939). 
Walczył we Francji w szeregach Armii Polskiej, następnie we francuskim ruchu oporu. Stanowisko konsula w Strasburgu piastował również po 1945.
Był żonaty z Marią Hubal Dobrzańską (1896–1979), która po rozwodzie z nim, była drugą żoną Prezydenta II RP Ignacego Mościckiego. Jego drugą żoną była Helena Akst, z którą miał dwoje dzieci.

## Ordery i odznaczenia
- Krzyż Walecznych[11]
- Srebrny Krzyż Zasługi[11]
- Medal Pamiątkowy za Wojnę 1918–1921 „Polska Swemu Obrońcy”
- Medal Dziesięciolecia Odzyskanej Niepodległości
- Medal Międzysojuszniczy „Médaille Interalliée”